# Hosťovce (district de Košice-okolie)
Pour les articles homonymes, voir Hosťovce.
Hosťovce (allemand : Gesstitz) , est un village de Slovaquie situé dans la région de Košice.

## Histoire
La première mention écrite du village date de 1360.
La localité fut annexée par la Hongrie après le premier arbitrage de Vienne le 2 novembre 1938. En 1938, on comptait 419 habitants dont 2 d'origine juive. Elle faisait partie du district de Turňa nad Bodvou (hongrois : Tornai járás). Le nom de la localité avant la Seconde Guerre mondiale était Vendégi. Durant la période 1938 - 1945, le nom hongrois Bódvavendégi était d'usage. À la fin de la guerre, la commune a été réintégrée dans la Tchécoslovaquie reconstituée.

## Démographie

### Évolution de la population
| Année:               | 1994. | 2004.    | 2014.   | 2024. |
| -------------------- | ----- | -------- | ------- | ----- |
| Nombre de personnes: | 220   | 191      | 200     | 218   |
| Différence:          |       | -13,18 % | +4,71 % | +9 %  |

| Année:               | 2023. | 2024.   |
| -------------------- | ----- | ------- |
| Nombre de personnes: | 208   | 218     |
| Différence:          |       | +4,80 % |